# پیر آلبر-بیرو
پیر آلبر-بیرو (به فرانسوی: Pierre Albert-Birot) نویسنده و نمایش‌نامه نویس قرن نوزدهم میلادی اهل فرانسه است.